# Jean Quirin de Forcade

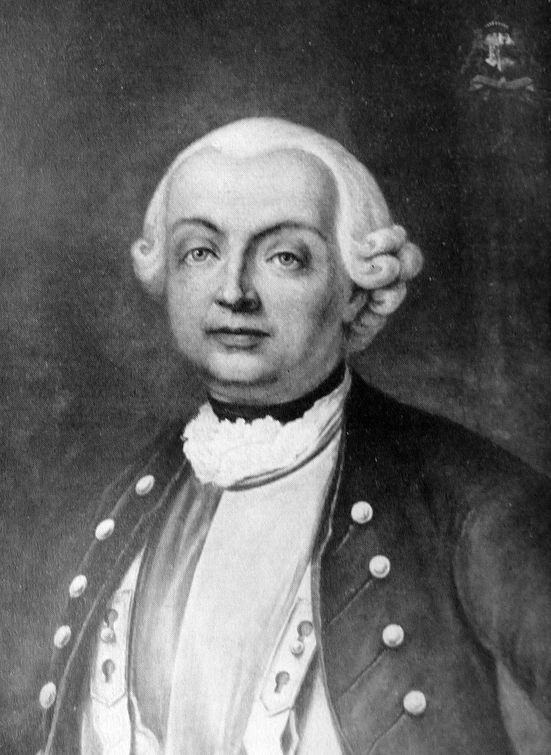
Jean de Forcade de Biaix, als Majorgeneral, um 1718

Jean Quérin de Forcade, Marquis de Biaix, sonst Johann Quirin von Forkade-Biaix genannt (* 14. Dezember 1663 in Pau in Béarn; † 2. Februar 1729 in Berlin) war ein königlich preußischer Generalleutnant. Er war Chef des Infanterie-Regiments Nr. 23 und Kommandant der Residenz Berlin.

## Leben

### Familie
In älteren biographischen Handbüchern werden als seine Eltern der französische Feldmarschall Jaques de Forcade, Marquis de Biaix und Philippine d’Espalungue Baronne d’Arras genannt. Ob diese Namen absichtlich oder irrtümlich falsch angegeben wurden, bleibt ungewiss. Für Pau sind vor 1668 keine protestantischen Kirchenbücher überliefert.
Seine Eltern waren Jean de Forcade, seigneur de Biaix, (1659–1684) und Madeleine de Lanne († nach 1701), Tochter des Ramon de Lanne, Bürger in Pau. Ein Jean de Forcade ist als Münzmeister für Béarn und Navarra (fermier des monnaies de Béarn et Navarre) überliefert. Jean de Forcade, seigneur de Rontignon, kaufte das Lehen Biaix im Pau am 28. Februar 1659 vom Gratian von Turon, seigneur de Beyrie. Am 10. Juni 1659 wurde er als seigneur de Biaix (Herr von Biaix) zum Orden des Adels von Béarn zugelassen. Das Lehen wurde einige Tage nach seinem Tod an seinen ältesten Sohn, Isaac, übergeben, der am 18. November 1684 zum Orden des Adels von Béarn als seigneur de Biaix zugelassen war.
Soweit bekannt ist, war Jean Quérin de Forcade-Biaix tatsächlich kein Marquis. Das Lehen Biaix war kein Marquisat, sondern eine Herrschaft. Sicher ist, dass er nie Herr von Biaix war. Die Herren von Biaix waren sein Vater, Jean de Forcade (1659–1684), sein Bruder, Isaac de Forcade (1684–1737) und sein Neffe, Jean-Jacob de Forcade (1738–?).

### Auswanderung nach Preußen
Jean Quérin de Forcade verließ wie viele Hugenotten das Land nach der Aufhebung des Ediktes von Nantes. Spätestens im Oktober 1685 (Terminus ante quem) kam er nach Brandenburg.
Am 15. April 1697 heiratete Jean Quirin de Forcade die Freiin Juliane von Honstedt (Hohnstaedt) aus dem Hause Erdeborn. Sie war die Tochter des Generalmajors Quirin, Erbherr von Honstedt, auf Sulzau, Weikenburg und Erdeborn, und dessen Frau Maria Magdalena Streiff von Löwenstein, auf Falkenau, Diedenhosten und Bacour. Ihre beiden Söhne waren:
- der preußische Generalleutnant Friedrich Wilhelm Quirin von Forcade (1699–1765)
- der Hofmarschall des Prinzen von Preußen Peter Isaak von Forcade (1702–1775); er war in der 1. Ehe mit Anna Elisabeth Cantenius verheiratet, nach ihrem Tod heiratete er Katharina von Eickstedt.[10] Das Ehepaar hatte noch mehrere Töchter.

Ferner eine Tochter:
- Sophia Philippina

⚭ Paul Albrecht Thevenin Sieur Des Glereaux
⚭ Georg Wilhelm von Aschersleben (* 1702; † 1775), preußischer Kammerpräsident von Pommern

### Militärische Werdegang
- Oktober 1686 war er Leutnant im Miliz des Kurfürsten von Brandenburg, Friedrich II., in Frankfurt (Oder).
- 1688 war er Hauptmann in der Leibgarden der Kurfürst in Frankfurt (Oder).
- 1692 wurde er Hauptmann in der preußischen Garde in Crossen (Oder).
- Am 12. September 1702 wurde er Major in der weißen Garde (später Infanterie-Regiment Nr. 1).
- Am 12. August 1705 wurde er Oberstleutnant.
- 1711 wurde er Oberst.
- 1713 wurde er Kommandant der Residenz Berlin und wohnte im Kommandantenhaus an der Bastion 10, nahe dem Königstor.[12]
- Februar 1716 erhielt er als Oberst das damalige in Berlin garnisonierende Infanterieregiment Nr. 23.[13]
- Am 31. Mai 1718 wurde er Generalmajor.
- Am 2. Februar 1729, seinem Todestage, wurde er noch zum Generalleutnant ernannt.